# Buick Enclave
O Enclave é um veículo utilitário esportivo da Buick. A exemplo da GMC Acadia, do Chevrolet Traverse e do Saturn Outlook, o modelo é baseado na plataforma GM Lambda.

## Galeria
- Primeira geração (2008-17)
- Segundo gerção (2017-)